# Osi (germansko pleme)
Osi so bili starodavno pleme, ki je živelo severno od Markomanov in Kvadov v gozdnati in gorati deželi. Njihovi narodni običaji in jezik so bili povzeti od Eraviskov, ki jih je Tacit imenoval Panonci. Bili so podvrženi Kvadom in Sarmatom. Natančnih območij, ki so jih naseljevali ni mogoče določiti, niti ne vemo, ali so se priselili iz Panonije ali pa so bili starodavni ostanek Panoncev v teh območjih.
Tacit je Ose opisal kot živeče "za" (latinsko retro) Markomani, ki so se gibali severno od reke Donave. Bili so sosedje Marsov, Cotinov in Burov.
Za njimi Marsi, Cotini, Osi in Buri, zadaj Markomani in Kvadi. [Retro Marsigni, Cotini, Osi, Buri terga Marcomanorum Quadorumque claudunt.]
Tacit jih je opisal kot germanski "natio", pri čemer je ta izraz uporabil v geografskem pomenu.
Ali so se Aravisci (Eraviski) v Panonijo preselili od Osijev, germanske rase [Germanorum natione], ali pa so Osi prišli iz Araviskov (Eraviskov) v Germanijo, saj oba naroda še vedno ohranjata isti jezik, institucije in običaje, je dvomljivo; kajti ker sta bili nekoč enako revna in enako svobodna, sta imeli obe plemeni enake prednosti in enake pomanjkljivosti.
V drugem odlomku Tacit pojasnjuje, da Osi kljub temu v resnici niso Germani po Tacitu, ki v tem primeru uporablja jezik, da jih razlikuje.
Marsi in Buri so po svojem jeziku in načinu življenja podobni Svebom.
Cotini in Osi po njunih galskih in panonskih jezikih pa tudi po dejstvu, da jim dajejo trajni davek dokazujejo, da niso Germani. [Cotinos Gallica, Osos Pannonica lingua coarguit non esse Germanos, et quod [2] tributa patiuntur.]
Davek jim nalagajo kot tujcem, deloma Sarmati, deloma Kvadi. Cotini, da bi dokončali njihovo degradacijo, dejansko delajo v rudnikih železa. Vsi ti narodi zavzemajo le malo ravnine, živijo v gozdovih in na vrhovih gora.